# Ophidion marginatum
Ophidion marginatum är en fiskart som beskrevs av James Ellsworth De Kay 1842. Ophidion marginatum ingår i släktet Ophidion och familjen Ophidiidae. Inga underarter finns listade i Catalogue of Life.